# Jacob Mendy
Jacob Mendy Mendy (sinh ngày 27 tháng 12 năm 1996) là một cầu thủ bóng đá chuyên nghiệp người Gambia hiện tại đang thi đấu ở vị trí hậu vệ cho câu lạc bộ Wrexham tại EFL League Two, và Đội tuyển bóng đá quốc gia Gambia.

## Sự nghiệp

### Trẻ
Mendy được sinh ra tại Faji Kunda, Gambia trước khi chuyển đến Parla, gần Madrid năm 6 tuổi. Khi còn là cầu thủ trẻ, Mendy chơi cho Parla và Atlético Casarrubuelos.

### Sự nghiệp thi đấu
Anh gia nhập Atlético Madrid C một thời gian ngắn trước khi đội bóng giải thể vào năm 2015. Sau đó, anh có một khoảng thời gian ngắn với Puerta Bonita, trước khi chuyển đến Anh. Năm 2017, anh ký hợp đồng với đội bóng hạng 9 của Anh Redhill, ghi 13 bàn sau 40 trận. Năm 2018, anh ký hợp đồng với Carshalton Athletic ở giải hạng 7 nước Anh, ghi 8 bàn sau 46 trận. Năm 2019, Mendy ký hợp đồng với câu lạc bộ hạng sáu của Anh, Wealdstone, giúp họ được thăng hạng lên National League. Năm 2021, anh ký hợp đồng với Boreham Wood ở giải hạng năm nước Anh. Năm 2022, anh ký hợp đồng với Wrexham.

### Sự nghiệp quốc tế
Vào ngày 6 tháng 6 năm 2023, có thông báo rằng Mendy được điền tên trong đội hình của đội tuyển Gambia chuẩn bị cho trận gặp Nam Sudan tại vòng loại Cúp bóng đá châu Phi vào ngày 14 tháng 6 năm 2023. Anh ra mắt quốc tế vào ngày 20 tháng 11, trong trận thua 0-2 trước Bờ Biển Ngà tại Vòng loại giải vô địch bóng đá thế giới 2026.

## Đời tư
Mendy nói được 4 thứ tiếng, bao gồm tiếng Tây Ban Nha, tiếng Anh, tiếng Bồ Đào Nha và tiếng Manjak, và có đủ điều kiện để đại diện cho Gambia, cùng với Guiné-Bissau, Sénégal và Tây Ban Nha trên đấu trường quốc tế. Người em họ Carlos Mendes Gomes cũng là một cầu thủ bóng đá.
Khi chuyển tới Anh, anh làm thợ xây, người dọn dẹp và người thu gom rác.

## Danh hiệu
Wrexham
- National League: 2022–23[21]